# Jibrell Ali Salad
Jibrell Ali Salad (ur. 1939 w Laasqoray, Somalia), somalijski polityk, od 2007 prezydent nieuznawanego państwa Maakhir w Somalii.

## Kariera wojskowa
Jibrell Ali Salad w latach 1952–1957 studiował w  Ahmed Gurey School w mieście Hargejsa. W 1958 wstąpił do armii i służył w somalijskich oddziałach armii brytyjskiej. Po uzyskaniu przez Somalię niepodległości od Wielkiej Brytanii i Włoch w 1960, został oficerem w tworzącej się Somalijskiej Armii Narodowej. Cztery lata później, Jibrell walczył przeciw Etiopii w przygranicznych potyczkach, spowodowanych sporami granicznymi między dwoma krajami.
W latach 1971–1976 studiował artylerię i obronę przeciwrakietową w ZSRR w sowieckiej akademii wojskowej. W czasie kolejnej wojny Somalii z Etiopią, o prowincję Ogaden w 1977, Jibrell został ranny w wyniku czego otrzymał medal i został awansowany do stopnia pułkownika. W 2000 ukończył prawo na Uniwersytecie w Hargejsie.

## Kariera polityczna
- 1980-1982: burmistrz miasta Bardera w południowo-zachodniej Somalii
- 1982-1983: komisarz dystryktu Seik
- 1983-1986: burmistrz miasta Kismaju
- 1986-1988: gubernator regionu Awdal
- 1988-1991: gubernator regionu Sanaag
- 1997-2003: członek parlamentu Somalii
- 2003-2006: doradca ds. regionu Saanag
- 2007-nadal: prezydent państwa Maakhir

1 lipca 2007 Jibrell Ali Salad został ogłoszony przywódcą nowo powstałego państwa Maakhir, które objęło zasięgiem część somalijskiego dystryktu Saanag i Bari.